# 8296 Miyama
8296 Miyama eller 1993 AD är en asteroid i huvudbältet som upptäcktes den 13 januari 1993 av de båda japanska astronomerna Kazuro Watanabe och Kin Endate vid Kitami-observatoriet. Den är uppkallad efter den japanske astronomen Shoken M. Miyama.